# Crisis del archipiélago Los Monjes
La Crisis del Archipiélago Los Monjes fue una crisis diplomática entre Colombia y Venezuela sobre la soberanía de dicho archipiélago. Esta terminó con el reconocimiento de la soberanía venezolana sobre las islas por parte del gobierno de Colombia.

## Historia
El archipiélago Los Monjes está integrado por 3 grupos de rocas o islotes deshabitados y sin vegetación propia, situados en el mar Caribe a escasas 19 millas de la península de La Guajira. En julio de 1938 se aprueba la Ley orgánica mediante la cual Venezuela incluye el territorio como parte de las Dependencias federales de Venezuela. Por su lado, recién en 1944, Colombia incluiría los archipiélago Los Monjes en sus mapas oficiales.
El 29 de junio de 1951 adicionalmente mediante el decreto 214 el gobierno Venezolano incluye el Archipiélago de Los Monjes en la Capitanía de Puerto de las Piedras en Paraguaná y fue ordenada la construcción de un faro para auxilio de los navegantes en esa zona.

La publicación de un artículo del director de Territorios Nacionales de Colombia, Hernando Holguín Peláez en 1951, ilustraba con un croquis la localización exacta de Los Monjes y dejaba implícita la afirmación de que este conjunto de islotes le pertenecían a Colombia. El ministro de Relaciones Exteriores de Venezuela Rafael Gallegos Medina emitió un comunicado el 18 de enero de 1952, mediante el cual declaraba que en relación con el estatus territorial de Los Monjes, era:
"indiscutible la soberanía de Venezuela sobre estos territorios insulares sometidos a su jurisdicción que ejerce conforme a sus legítimos derechos".
Por su lado, el ministro de Relaciones Exteriores de Colombia Alfredo Vázquez Carrizosa sostuvo que:
"Colombia considera propiedad suya el Archipiélago de los Monjes en el mar de las Antillas frente a la península de la Guajira, ahora reclamada por Venezuela". 
El 25 de enero el Ministerio de Relaciones Exteriores colombiano afirmó que:
"en caso de existir discrepancia entre las 2 naciones respecto de la soberanía de los Monjes, dicha cuestión estrictamente técnica tendría que ser examinada a la luz de los tratados vigentes colombo-venezolanos y los principios del derecho internacional americano [...] Los islotes de los Monjes son formaciones rocosas deshabitadas, sin valor económico aparente".
La Junta de gobierno de Venezuela mando a la marina venezolana que procedió a instalar en el Monje Sur el faro ya decretado, y llevó a cabo maniobras y ejercicios de artillería para dejar constancia de la soberanía venezolana en el archipiélago. El 27 de febrero, se hizo aviso público a los navegantes sobre el faro allí instalado. Ante la situación de hecho planteada por Venezuela, el gobierno de Roberto Urdaneta resolvió convocar una junta de notables integrada por Luis López de Mesa, Evaristo Sourdis, Antonio Rocha, Carlos Arango Vélez y Alberto Zuleta Angel para acordar una estrategia frente a la invasión de Los Monjes. Los consultados sugirieron sentar una nota de protesta e invocar el Tratado López de Mesa-Gil Borges. Mientras tanto, Alfredo Vázquez Carrizosa sostenía la tesis de que Colombia carecía de títulos suficientes como para someter con éxito el caso ante un tribunal o una instancia internacional. Entre tanto, el 1 de septiembre de 1952 la armada nacional realizaba desde el buque de guerra Almirante Padilla entrenamientos de tiro cerca a Los Monjes.

Este ancló en Los Monjes del Norte e hizo disparos de artillería contra pesqueros venezolanos que allí operaban y contra las mismas islas. La embajada de Colombia en Caracas presentó disculpas por el suceso. Cuando en Caracas se conoció de las maniobras de las zonas se activo la Operación Caimán. El ministro de defensa Marcos Pérez Jiménez hizo un balance del poder relativo del combate de la fuerza armadas de los dos países. Según el oficial Félix Efraín Salas Izaguirre: 
"Colombia poseía dos destructores y cinco fragatas, un mayor número de efectivos terrestres, reservas entrenadas y profesionales bien capacitados; mientras Venezuela disponía de 4 corbetas en mal estado, mayor poder de fuego individual por la votación de fusibles automáticos livianos (FAL), y una aviación muy superior con `Camverras, Venom y Vampiros". 
Marcos Pérez Jiménez decidió llamar al servicio a las tropas excedentes, reforzar la frontera occidental y ocupar militarmente. Las maniobras aeronavales de Venezuela estaban orientadas a demostrar la superioridad manifiesta sobre la armada y fuerza aérea colombianas. La marina de guerra venezolana destacó allí varias unidades que el 8 de septiembre, procedieron a ocupar militarmente las islas. Finalmente en noviembre de 1952, el presidente colombiano encargado, Roberto Urdaneta a través de su canciller Juan Uribe Holguín, ante un reclamo de Venezuela, reconoció la soberanía venezolana sobre el archipiélago Los Monjes mediante la nota diplomática (GM-542):

El gobierno de Colombia declara que no objeta la soberanía de los Estados Unidos de Venezuela sobre el archipiélago de Los Monjes y que en consecuencia no se opone ni tiene objeción respecto al ejercicio de la misma, o cualquier acto de reclamación alguna que formular respecto al ejercicio de la misma, o a cualquier acto de dominio de este país sobre el archipiélago en referencia.

Venezolanos izan oficialmente la bandera nacional en el territorio de Los Monjes reafirmando la soberanía militar, entre ellos Marcos Pérez Jiménez y Luis Llovera Páez.

El gobierno venezolano, a través de su embajador Luis Gerónimo Pietri, agradeció el reconocimiento y el 29 de noviembre de 1952 es izada la Bandera de Venezuela en los islotes, con lo cual la Junta de gobierno de Venezuela da por terminado el asunto y comienza la ocupación efectiva del grupo de islas por parte de Venezuela, instalando un observatorio científico-militar.

## Eventos posteriores
En 1953, el buque Felipe Larrazábal de la marina de guerra venezolana, apresó en las islas y llevó a La Guaira al Xarifa, del principado de Liechtenstein, que realizaba exploraciones submarinas sin autorización. Otro incidente fue el ocasionado por la corbeta colombiana La Aventurera apresada por el guardacostas Calamar de la marina venezolana. El Consejo de Estado de Colombia declaró la nulidad de la respectiva nota diplomática en el año 1992, cuatro décadas después de emitirse. El Gobierno Colombiano, sin embargo, aclaró que no reclamaría las islas y se mostró dispuesto a reconocer mediante un tratado la soberanía de Venezuela sobre ellas.